# Урочище Болотне
Урочище Болотне — річка в Україні, у Брусилівському районі Житомирської області. Ліва притока Здвижу (басейн Дніпра).

## Опис
Довжина річки 11 км. Площа басейну 50,5 км².

## Розташування
Бере початок на південному сході від Кочеріва. Тече переважно на південний схід понад Осівцями, через Костівці і на південному заході від Хом'янки впадає у річку Здвиж, праву притоку Тетерева.
Річку перетинає автомобільна дорога Т 0611.